# Nueva democracia (mural)

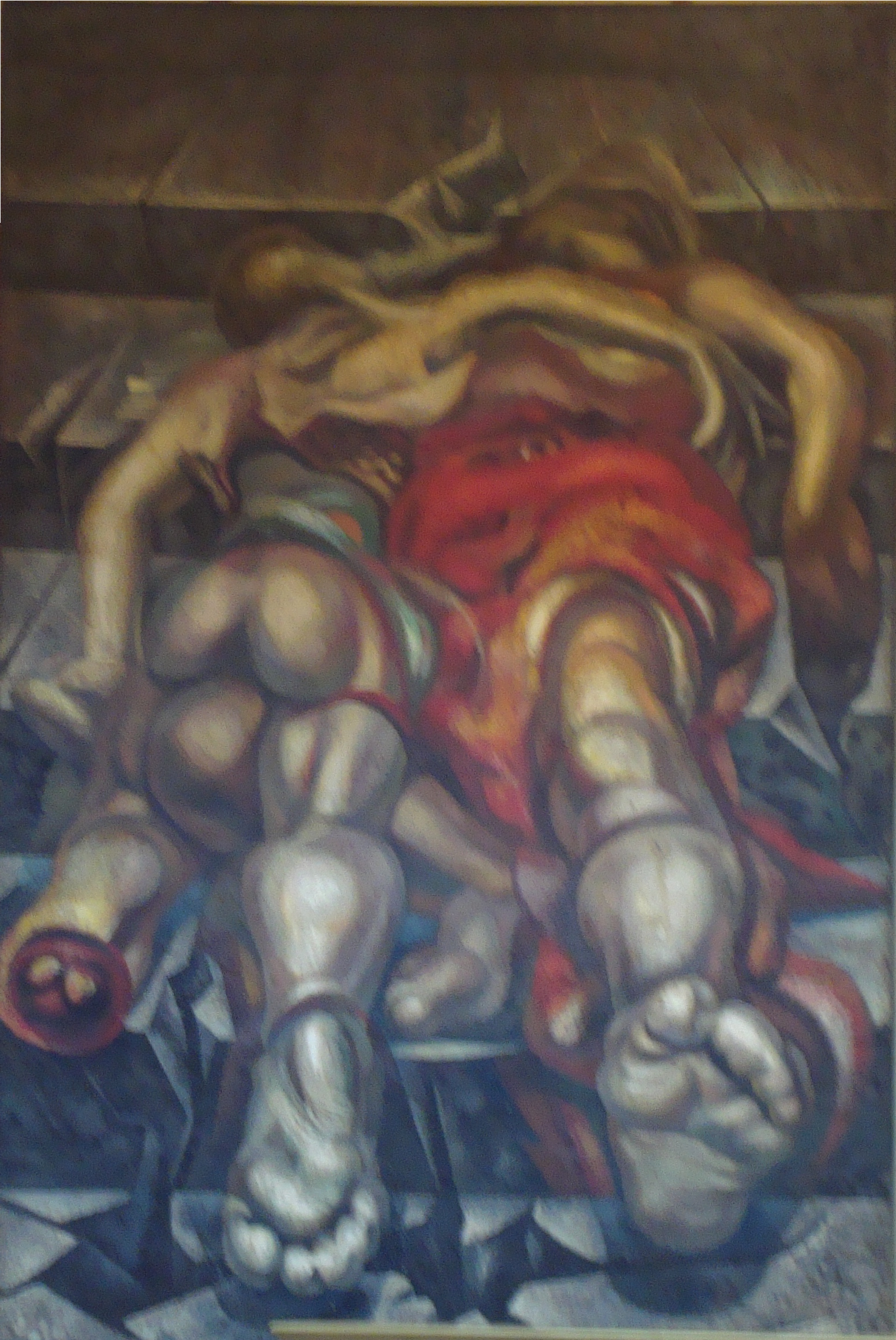
Victimas de la Guerra. Tamaño real 3.68 x 2.46 m.

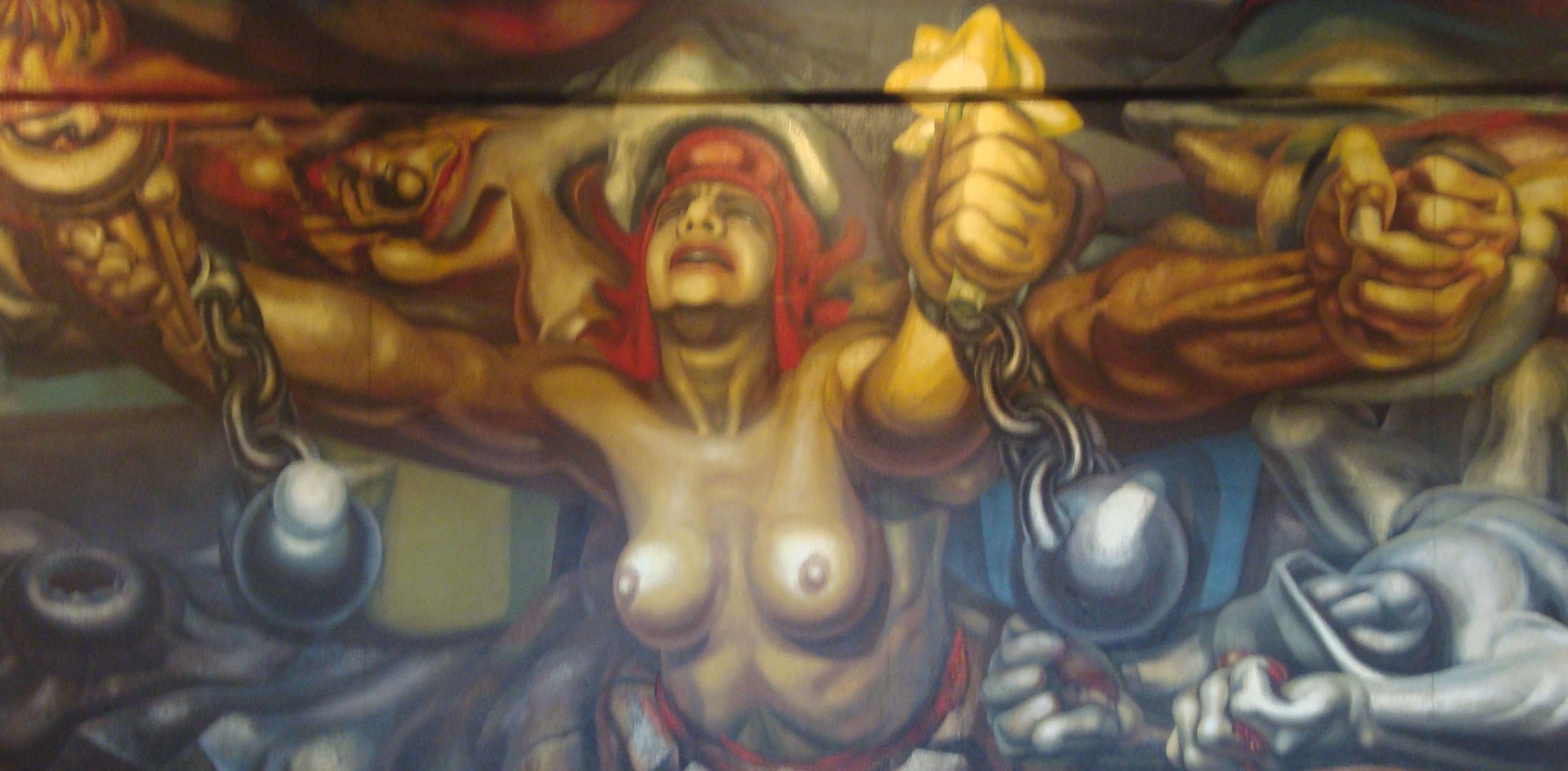
México por la Democracia y la Independencia.Tamaño real 5.50 x 11.98 m.

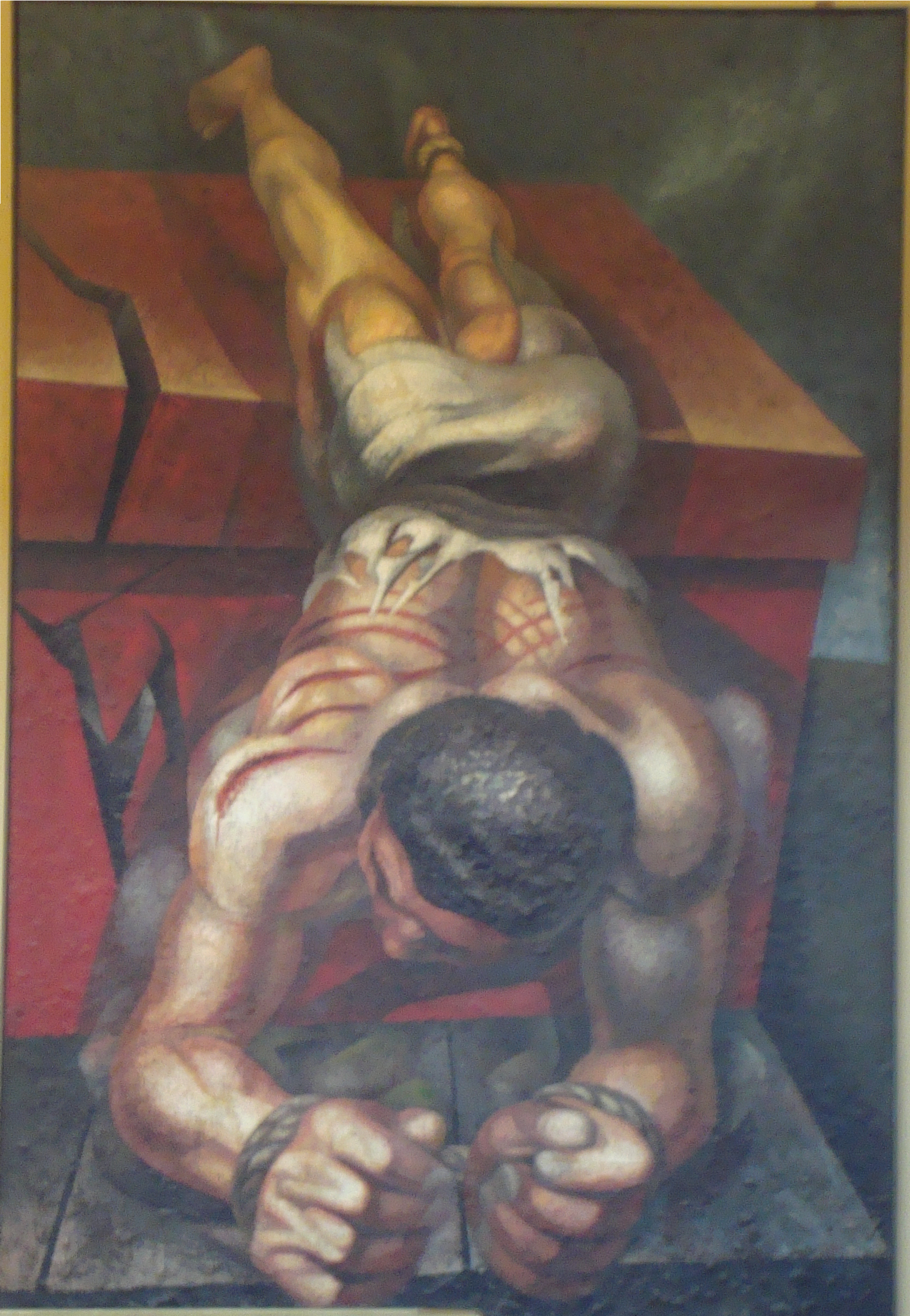
Víctima del Fascismo. Tamaño real 3.68 x 2.46 m.

Nueva democracia es un mural realizado por David Alfaro Siqueiros y fue inaugurado en el año de 1944 y 1945. Actualmente está resguardado en el Museo del Palacio de Bellas Artes.

## Historia
En 1944, el Palacio de Bellas Artes encargó a Siqueiros pintar un mural en el interior del mismo, para conmemorar el aniversario de la Revolución mexicana de 1910. El 20 de noviembre de 1944 se inauguró el panel central, cuyo título original era México por la democracia y la independencia. Un año después, en 1945, Siqueiros añadió otros dos tableros,Víctimas de la guerra" y "Víctimas del fascismo, conmemorando la victoria de los Aliados sobre el Eje Berlín-Roma-Tokio, de este modo se forma el tríptico conocido hoy en día como Nueva Democracia.

## Descripción
En el mural, se puede observar una mujer encadenada con el torso desnudo y los brazos extendidos. La modelo del mural fue Angélica Arenal, esposa de Siqueiros. Raquel Tuccayas interpretó esta escena como la liberación de la opresión, señaló también que la flor amarilla que porta la mujer simboliza la ciencia y el arte, y la antorcha representa el nacimiento de un nuevo indigenismo: el fuego nuevo. La mujer lleva un gorro frigio, emblema de libertad en la Revolución francesa; de la costilla de la mujer sale otro brazo, una mano empuñada, el triunfo contra el fascismo y abajo se ve un soldado alemán muerto.
El panel de la izquierda Víctimas de la guerra plasma la violencia sobre dos cuerpos cercenados: el hombre muerto, la víctima de la guerra, caído de espadas entre despojos humanos.
Al lado derecho, se encuentra Víctima del fascismo una escena que presenta un hombre maniatado, con señales de tortura, caído de bruces, una imagen que se ha pensado como un hombre esclavizado por la ideología.

## Técnica
El mural se encuentra trabajado con lacas de nitrato de celulosa, una pintura automotiva que también se denomina piroxilina